# Верденский укреплённый район
Верденский укреплённый район, также — Верденский укрепрайон — система фортификационных сооружений около современных городов Меца и Вердена, построенная в 1899, и использовавшаяся как в первой, так и во второй мировых войнах («Верденская мясорубка» и Битва за Мец).

## Судьба
В 1919 году форт был оккупирован французской армией.
Уже во второй мировой войне, после ухода французских войск в июне 1940 года, немецкая армия реинвестирует форты. В начале сентября 1944 года, немецкое командование интегрирует оборонительную систему, созданную вокруг Меца. Учитывая американский «плацдарм» у Дорно, в сентябре 1944 года вокруг форта развернулись ожесточенные бои. В настоящее время форт заброшен.

## Цель строительства
Основной целью Франции было защититься от нападения Германии для защиты Эльзас-Лотарингии.
Основываясь на новых концепциях защиты, таких как рассредоточение и укрытие, укрепрайон должен был стать в случае атаки непреодолимой преградой для немецких войск.

## Общий дизайн
Защита периметра Вердена обеспечивается набором пехотных позиций, укрепленных казарм и артиллерийских батарей, разбросанных по обширной территории и скрытых за естественным рельефом. С 1899 года по плану Шлиффена германского генерального штаба укрепления Мозельстеллунга между Мецем и Тионвилем должны были стать шлюзом, блокирующим любое продвижение французских войск в случае конфликта.
Позже укрепрайон вдохновил инженеров Линии Мажино.